# 王國清
王國清（1944年9月6日—2003年3月4日），台南市安南區人，曾擔任台南市議會第十、十一、十二屆議員，後代表中國國民黨在台南市選區當選為第二屆立法委員，並在台南市第二選區當選為第三屆國民大會代表。
2003年3月4日上午，王國清登山時因心臟病發作送醫急救後不治。
其女為前台南市立委、曾任行政院青年輔導委員會主任委員的王昱婷。